# Herpetologie

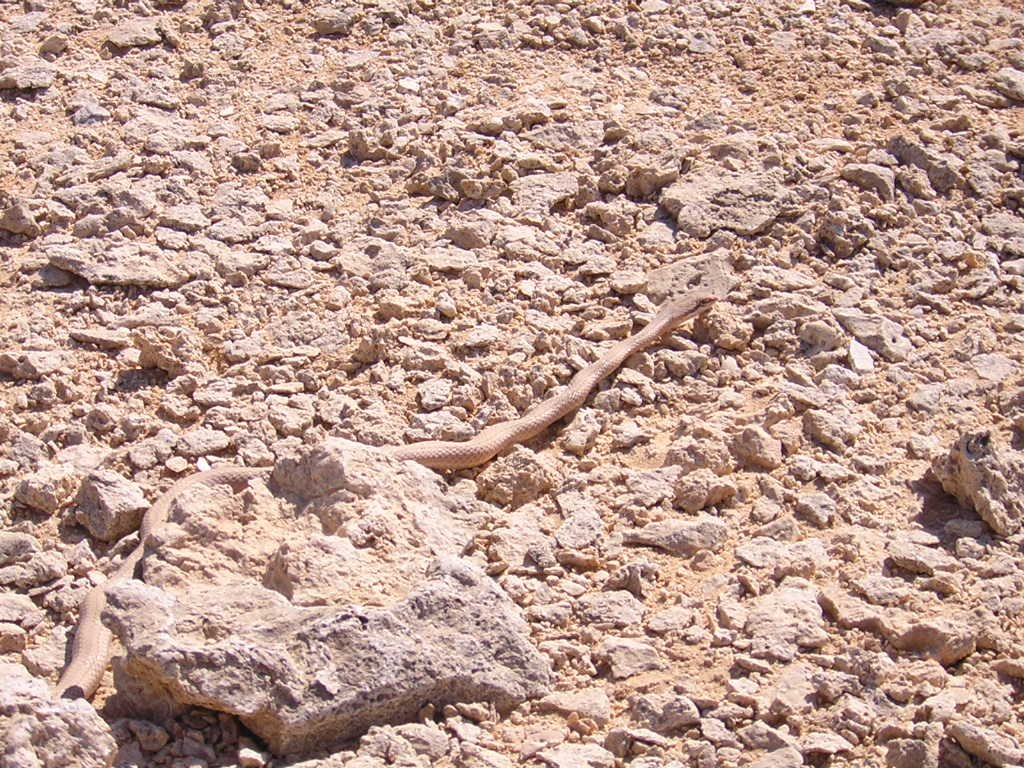
Șarpe din Sinai

Herpetologia este o ramură a zoologiei care se ocupă cu studierea reprezentanților claselor Reptilia și Amphibia. Până nu demult, herpetologia studia numai reptilele. Vorbind la aspect general, herpetologia studiază toate vertebratele cu sânge rece în afară de pești, din punct de vedere ecologic, fiziologic, anatomic și genetic.

## Istoria herpetologiei

### Herpetologi celebri
Un celebru herpetolog român a fost Ion E. Fuhn. De profesie jurist, a elaborat cele doua celebre volume dedicate amfibienilor și reptilelor din seria Fauna RPR.

## Importanța herpetologiei
Herpetologia este cercetarea fundamentală, care asigură bazele pentru latura practică a lucrului cu reptilele și amfibinenii, adică a field herping-ului.